# São Paulo Challenger 2004
Il São Paulo Challenger 2004, noto come Ourocard Tennis Challenger 2004 per motivi di sponsorizzazione, è stato un torneo maschile professionistico di tennis facente parte della categoria ATP Challenger Series nell'ambito dell'ATP Challenger Series 2004. È stata l'unica edizione del torneo e si è giocato a San Paolo in Brasile dal 12 al 18 luglio 2004 su campi in cemento.

## Vincitori

### Singolare
André Sá ha battuto in finale  Jacob Adaktusson 6–4, 6–0

### Doppio
Alejandro Hernández /  André Sá hanno battuto in finale  Henrique Mello /  Ricardo Mello con il punteggio di 6–4, 6–4